# Consortium for the Barcode of Life
Consortium for the Barcode of Life (CBOL) – międzynarodowe przedsięwzięcie zmierzające do opracowania – poprzez wykorzystanie „barkodowania” – kodu paskowego DNA dla wszystkich organizmów, jako globalnego standardu identyfikacji gatunków biologicznych. Siedziba konsorcjum mieści się w Muzeum Historii Naturalnej w Waszyngtonie. CBOL skupia 157 organizacji z 45 krajów, uczestniczy w światowej inicjatywie „Tworzenie Drzewa Życia”, patronuje programom sekwencjonowania COI (Cytochrome c oxidase subunit I, cox1 – gen podjednostki I oksydazy cytochromowej) u wszystkich gatunków motyli (All-Leps), ryb (Fish Barcode of Life), ptaków (All Birds Barcoding Initiative) oraz wszystkich organizmów żyjących w rejonach polarnych (Polar Barcode of Life Initiative). 